# Castillo de Castilnovo

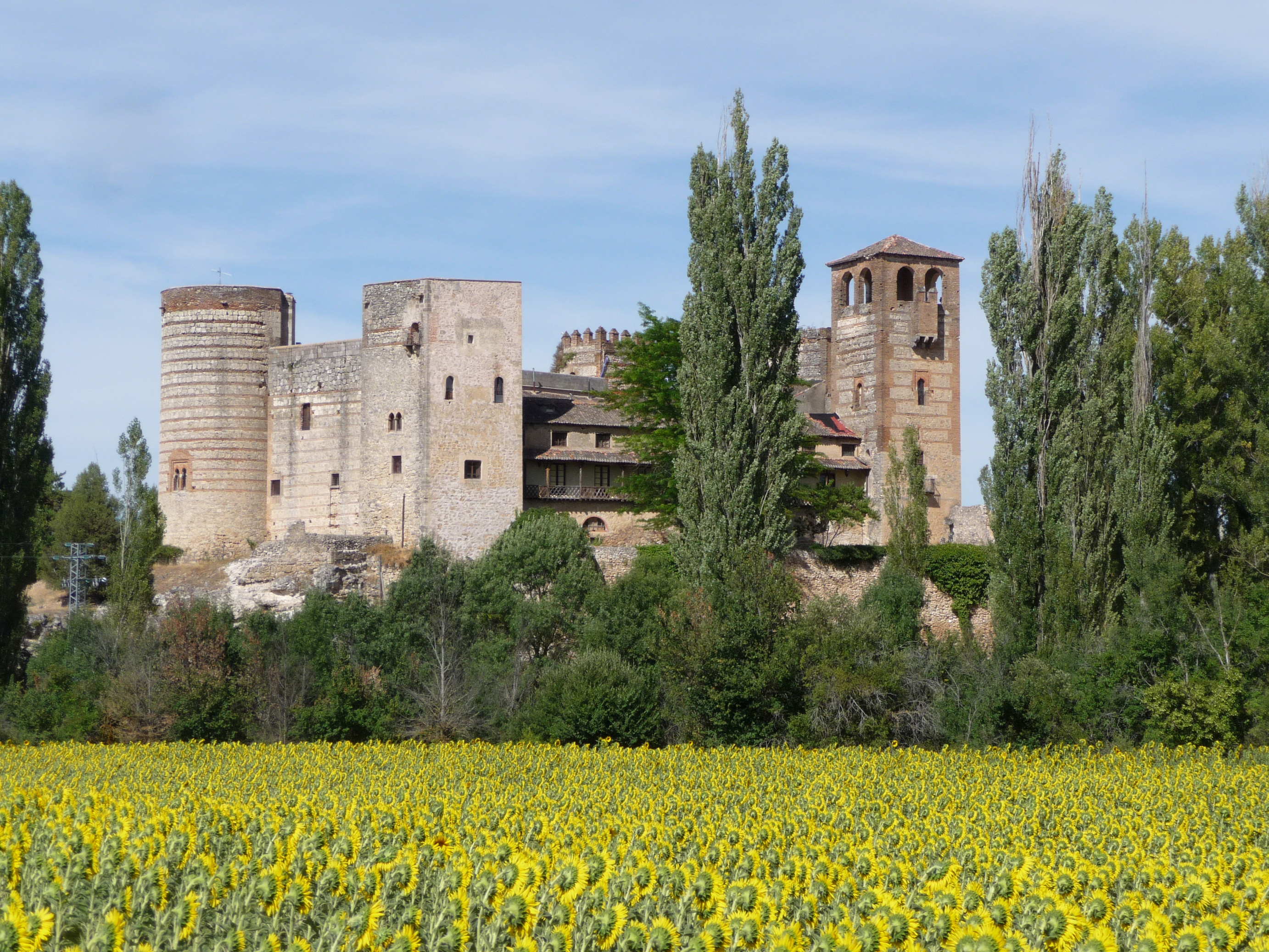
Castillo de Castilnovo

Die imposante mittelalterliche Burg Castillo de Castilnovo in der spanischen Provinz Segovia hat möglicherweise noch maurische Ursprünge.

## Lage
Die Burg liegt in einer Höhe von etwa 1000 Metern ü. d. M. auf einem natürlichen Felsen etwa zwei Kilometer westlich des Orts Condado de Castilnovo etwa 13 Kilometer (Fahrtstrecke) südlich der Kleinstadt Sepúlveda bzw. etwa 52 Kilometer nordöstlich von Segovia.

## Geschichte
Von einigen Forschern werden die Ursprünge der Burg bis in die Zeit Abd ar-Rahmans I. (reg. 756–788) zurückgeführt; andere schreiben ihre Gründung der Zeit Almansors (reg. 978–1002) zu. Die ältesten bislang archäologisch nachgewiesenen Spuren stammen jedoch erst aus dem 12. und 13. Jahrhundert, also der Zeit nach der christlichen Rückeroberung (reconquista) und Wiederbevölkerung (repoblación) des Gebiets zwischen den Flüssen Duero im Norden und Tajo im Süden. Alle sechs Türme der Burg sind noch jünger (14./15. Jahrhundert), andere Teile entstammen gar erst der Zeit der Renaissance, als sie in den Händen der Grafen von Velasco war. Sie wechselte mehrfach den Besitzer, bis sie im 19. Jahrhundert in den Besitz José Galofres kam, dem Sekretär der Königin Isabella II., der das mittelalterliche Bauwerk restaurieren – teilweise wohl auch rekonstruieren – ließ.

## Architektur
Die imposante Anlage besteht aus sechs Türmen mit dazwischenliegenden Kurtinen. Während die Türme aufgrund fehlender Fenster eher wehrhaft wirken, sind Teile der Mauern durch Fenster bzw. hölzerne Fachwerkbalkone zur umgebenden Landschaft hin geöffnet. In den Türmen finden sich einige wenige Zwillingsfenster (ajimez), andernorts rechteckige Einrahmungen von Fensterbögen (alfiz), was neben den zwischen Ziegelsteinlagen und Hausteinen wechselnden Steinschichten, zu Spekulationen über maurische Einflüsse geführt hat – vieles jedoch könnte auf die Restaurierungsmaßnahmen des 19. Jahrhunderts zurückgehen.

## Heutige Funktion
In der ersten Hälfte des 20. Jahrhunderts gehörte sie den Marqueses de Quintanar, die sie
an ein spanisch-mexikanisches Unternehmen (Castilnovo S.A.) verkauften, die den gesamten Komplex zu einem Hotel mit angeschlossenem Restaurant umbaute.